# Moi... Lolita
Moi... Lolita is de eerste single van de Franse zangeres Alizée Jacotey, in samenwerking met Mylène Farmer en Laurent Boutonnat, die op 21 mei 2000 in Frankrijk uitkwam. Enkele maanden later werd het ook elders uitgebracht.

## Hitverloop
Het liedje werd een hit in bijna heel Europa. Het liedje is geïnspireerd door Lolita, een personage uit een boek van Vladimir Nabokov. In totaal gaan er van de single meer dan 1,2 miljoen singles over de toonbank en het bereikt in Nederland de gouden status.

### Hitnotering
| "Moi... Lolita" in de Nederlandse Top 40 - binnen 07-04-2001 | "Moi... Lolita" in de Nederlandse Top 40 - binnen 07-04-2001 | "Moi... Lolita" in de Nederlandse Top 40 - binnen 07-04-2001 | "Moi... Lolita" in de Nederlandse Top 40 - binnen 07-04-2001 | "Moi... Lolita" in de Nederlandse Top 40 - binnen 07-04-2001 | "Moi... Lolita" in de Nederlandse Top 40 - binnen 07-04-2001 | "Moi... Lolita" in de Nederlandse Top 40 - binnen 07-04-2001 | "Moi... Lolita" in de Nederlandse Top 40 - binnen 07-04-2001 | "Moi... Lolita" in de Nederlandse Top 40 - binnen 07-04-2001 | "Moi... Lolita" in de Nederlandse Top 40 - binnen 07-04-2001 | "Moi... Lolita" in de Nederlandse Top 40 - binnen 07-04-2001 | "Moi... Lolita" in de Nederlandse Top 40 - binnen 07-04-2001 | "Moi... Lolita" in de Nederlandse Top 40 - binnen 07-04-2001 | "Moi... Lolita" in de Nederlandse Top 40 - binnen 07-04-2001 | "Moi... Lolita" in de Nederlandse Top 40 - binnen 07-04-2001 | "Moi... Lolita" in de Nederlandse Top 40 - binnen 07-04-2001 | "Moi... Lolita" in de Nederlandse Top 40 - binnen 07-04-2001 | "Moi... Lolita" in de Nederlandse Top 40 - binnen 07-04-2001 | "Moi... Lolita" in de Nederlandse Top 40 - binnen 07-04-2001 |
| Week                                                         | 1                                                            | 2                                                            | 3                                                            | 4                                                            | 5                                                            | 6                                                            | 7                                                            | 8                                                            | 9                                                            | 10                                                           | 11                                                           | 12                                                           | 13                                                           | 14                                                           | 15                                                           | 16                                                           | 17                                                           |                                                              |
| ------------------------------------------------------------ | ------------------------------------------------------------ | ------------------------------------------------------------ | ------------------------------------------------------------ | ------------------------------------------------------------ | ------------------------------------------------------------ | ------------------------------------------------------------ | ------------------------------------------------------------ | ------------------------------------------------------------ | ------------------------------------------------------------ | ------------------------------------------------------------ | ------------------------------------------------------------ | ------------------------------------------------------------ | ------------------------------------------------------------ | ------------------------------------------------------------ | ------------------------------------------------------------ | ------------------------------------------------------------ | ------------------------------------------------------------ | ------------------------------------------------------------ |
| Nummer                                                       | 20                                                           | 9                                                            | 4                                                            | 4                                                            | 2                                                            | 2                                                            | 2                                                            | 3                                                            | 5                                                            | 6                                                            | 7                                                            | 11                                                           | 12                                                           | 16                                                           | 18                                                           | 27                                                           | 34                                                           | uit                                                          |

| "Moi... Lolita" in de Vlaamse Ultratop 50 - binnen 02-06-2001 | "Moi... Lolita" in de Vlaamse Ultratop 50 - binnen 02-06-2001 | "Moi... Lolita" in de Vlaamse Ultratop 50 - binnen 02-06-2001 | "Moi... Lolita" in de Vlaamse Ultratop 50 - binnen 02-06-2001 | "Moi... Lolita" in de Vlaamse Ultratop 50 - binnen 02-06-2001 | "Moi... Lolita" in de Vlaamse Ultratop 50 - binnen 02-06-2001 | "Moi... Lolita" in de Vlaamse Ultratop 50 - binnen 02-06-2001 | "Moi... Lolita" in de Vlaamse Ultratop 50 - binnen 02-06-2001 | "Moi... Lolita" in de Vlaamse Ultratop 50 - binnen 02-06-2001 | "Moi... Lolita" in de Vlaamse Ultratop 50 - binnen 02-06-2001 | "Moi... Lolita" in de Vlaamse Ultratop 50 - binnen 02-06-2001 | "Moi... Lolita" in de Vlaamse Ultratop 50 - binnen 02-06-2001 | "Moi... Lolita" in de Vlaamse Ultratop 50 - binnen 02-06-2001 | "Moi... Lolita" in de Vlaamse Ultratop 50 - binnen 02-06-2001 | "Moi... Lolita" in de Vlaamse Ultratop 50 - binnen 02-06-2001 | "Moi... Lolita" in de Vlaamse Ultratop 50 - binnen 02-06-2001 | "Moi... Lolita" in de Vlaamse Ultratop 50 - binnen 02-06-2001 |
| Week                                                          | 1                                                             | 2                                                             | 3                                                             | 4                                                             | 5                                                             | 6                                                             | 7                                                             | 8                                                             | 9                                                             | 10                                                            | 11                                                            | 12                                                            | 13                                                            | 14                                                            | 15                                                            |                                                               |
| ------------------------------------------------------------- | ------------------------------------------------------------- | ------------------------------------------------------------- | ------------------------------------------------------------- | ------------------------------------------------------------- | ------------------------------------------------------------- | ------------------------------------------------------------- | ------------------------------------------------------------- | ------------------------------------------------------------- | ------------------------------------------------------------- | ------------------------------------------------------------- | ------------------------------------------------------------- | ------------------------------------------------------------- | ------------------------------------------------------------- | ------------------------------------------------------------- | ------------------------------------------------------------- | ------------------------------------------------------------- |
| Nummer                                                        | 36                                                            | 15                                                            | 10                                                            | 6                                                             | 4                                                             | 5                                                             | 5                                                             | 5                                                             | 8                                                             | 12                                                            | 16                                                            | 18                                                            | 23                                                            | 31                                                            | 42                                                            | uit                                                           |

### NPO Radio 2 Top 2000
Moi... Lolita stond alleen in 2007 in de NPO Radio 2 Top 2000, op plek 1481.